# Прищепа, Александр Александрович
Александр Александрович Прищепа — доктор педагогических наук, профессор. Почётный работник ВПО. Член Союза художников России, член Союза художников Украины. Обладатель серебряной медали «За вклад в отечественную культуру» Творческим союзом художников России, медали «185 лет А. М. Байкова». Заслуженный работник культуры Российской Федерации (2025).

## Биография
Александр Прищепа в 1983 году окончил Ростовский государственный педагогический институт (РГПИ) по специальности "Учитель черчения, труда и ИЗО". В 1996 году стал выпускником Московского педагогического государственного университета по специальности "Теория и методика обучения и воспитания (изобразительное искусство)".
В 2003 году защитил диссертацию доктора педагогических наук по теме "Теория и практика художественного образования в педагогическом вузе (Личностно-ориентированный культуросообразный контекст)".
Автор книг: «Основы теории декоративно-прикладного искусства с практикумом», «Основы художественного творчества», «Пропедевтика дизайна», «Ювелирное искусство», «Теория и методика обучения скульптуре», «Основы композиции в дизайне», «Пластическая анатомия».
Заведующий кафедрой ИЗО Донского государственного технического университета.

## Награды
- Диплом II всероссийской выставки художественно-педагогических заведений РСФСР (1991);
- Диплом VIII Международного конкурса дизайна в Египте (2005);
- Диплом донского образовательного фестиваля «Образование. Карьера. Бизнес» (2005);
- Грамота Торгово-Промышленной палаты Ростовской области (2010);
- Почетная грамота Министерства образования и науки Российской Федерации (2010);
- Медаль «М. А. Шолохова» (2010);
- Медаль «За службу на Северном Кавказе» (2010);
- Благодарность Российской академии художеств (2011);
- Золотая медаль «За вклад в отечественную культуру» Творческим союзом художников России(2011);
- Медаль «Достойному» Российской академии художеств(2011);
- Благодарность Федерального агентства по образованию РФ(2011);
- Серебряная медаль «За вклад в отечественную культуру» Творческим союзом художников России(2011);
- Грамота Администрации Ростовской области за развитие культуры Дона(2011);
- Почетная грамота за вклад в развитие культуры Украины Патриарха Киевского и Всея Украины(2011);
- Почетная грамота Российской академии образования (2012);
- Медаль Украинского фонда культуры (2012);
- Нагрудный знак «Отличник службы ВВ МВД России» (2013);
- Нагрудный знак «Почетный работник ВПО» (2013);
- Медаль «200 лет со дня рождения Т. Г. Шевченко» (2014);
- Медаль «А.В Байкова» (2016)[1];
- Заслуженный работник культуры Российской Федерации (3 марта 2025 года) — за заслуги в области культуры и искусства, многолетнюю плодотворную деятельность[3].